# Scylaticina tucumana
Scylaticina tucumana is een vliegensoort uit de familie van de roofvliegen (Asilidae). In 1991, publiceerden Artigas en Papavero voor het eerst op geldige wijze de wetenschappelijke naam van deze soort.